# Санча Леонская
Санча Леонская или Санча Альфонсес (ок. 1013 — 7 ноября 1067) — королева Кастилии и Леона, императрица всей Испании с 1056 года. 

## Биография
Санча был дочерью короля Леона Альфонса V и его первой жены Эльвиры Менендес. Она стала настоятельницей монастыря Сан-Пелайо, но при этом осталась мирянкой.
В 1029 году между ней и графом Кастилии Гарсией Санчесом из был заключён политический брак. Однако, отправившись в Леон на свадьбу, Гарсия был убит группой недовольных вассалов. В 1032 году Санча вышла замуж за на племянника и наследника Гарсии, Фердинанда I, когда ему было только одиннадцать лет.
В битве при Тамароне в 1037 году Фердинанд убил брата Санчи, короля Леона Бермудо III, сделав Санчу наследницей. Он стал королём Леона, а Санча стала королевой. После смерти Фердинанда в 1065 году и разделения королевства её мужа, она играла роль миротворца среди своих сыновей, однако её усилия их примирить ни к чему не привели.
Она была набожной католичкой, которая вместе со своим мужем заказала распятие с их именами в качестве подарка для базилики Святого Исидора.

## Дети
У Санчи и Фердинанда было пятеро детей:
- Уррака, королева Саморы[9]
- Санчо II, король Леона и Кастилии[10]
- Эльвира де Торо[исп.][10]
- Альфонсо VI, король Леона и Кастилии[10]
- Гарсия II, король Галисии[10]

## Смерть и захоронение

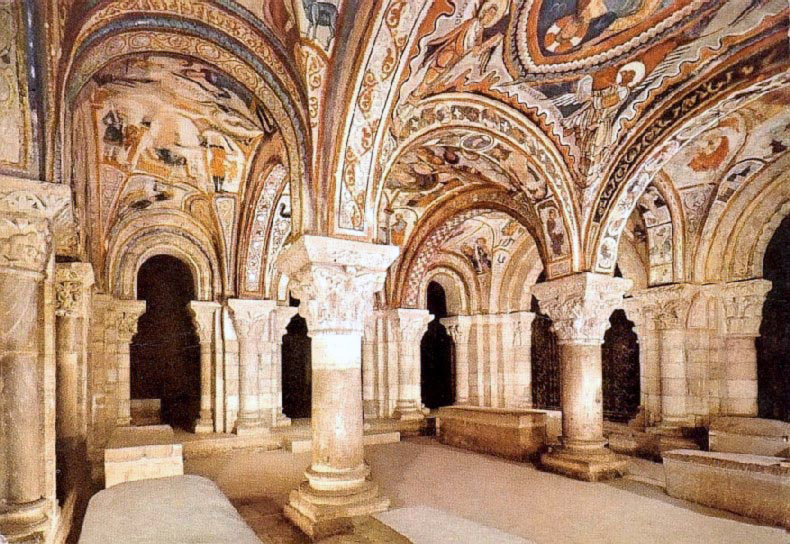
Королевский пантеон базилики Святого Исидора.

Санча умерла в Леоне 8 ноября 1067 года. Она была похоронена в королевском пантеоне базилики Святого Исидора вместе со своими родителями, братом, мужем и детьми — Эльвирой, Урракой и Гарсией.
На гробнице, в которой покоятся останки королевы Санчи, высечена надпись на латыни:
«H. R. SANCIA REGINA TOTIUS HISPANIAE, MAGNI REGIS FERDINANDI UXOR. FILIA REGIS ADEFONSI, QUI POPULAVIT LEGIONEM POS DESTRUCTIONEM ALMANZOR. OBIIT ERA MCVIII. III N. M.»
Перевести её можно следующим образом:
«Здесь лежит Санча, королева всей Испании, супруга великого короля Фердинанда и дочь короля Альфонсо, который заселил Леон после разрушения Альмансора. Скончалась 3 ноября 1108 года».